# Crellidae
Crellidae é uma família de esponjas marinhas da ordem Poecilosclerida.

## Gêneros
- Anisocrella Topsent, 1927
- Crella Gray, 1867
- Crellastrina Topsent, 1927
- Crellomima Rezvoi, 1925
- Spirorhabdia Topsent, 1918